# Michoacán
Michoacán de Ocampo je jeden z 31 států Mexika. Zabírá plochu 59 864 km². Hraničí s mexickými státy Colima a Jalisco na západě, Guanajuato a Querétaro na severu, México na východě, Guerrero na jihovýchodě a s Tichým oceánem na jihu. V roce 2010 ve státě Michoacán žilo 4 348 485 obyvatel. Hlavním městem je Morelia.
Název státu pochází z jazyka nahuatl, kde michhuah znamená „rybář“ a cān znamená místo. Odkazuje k tradici rybolovu na jezeře Pátzcuaro. Přízvisko „de Ocampo“ připomíná někdejšího politika Melchora Ocampa. Původními obyvateli byli Purepečové, část z nich dosud hovoří vlastním jazykem. Domorodé Taraskánské království si dokázalo udržet nezávislost na Aztécké říši, památkou na toto období jsou pyramidy v Tzintzuntzanu. V roce 1530 oblast dobyli Španělé, v roce 1540 byl založen v Pátzcuaru kněžský seminář jako první vysoká škola na americkém kontinentu, jeho nástupcem je od roku 1917 Universidad Michoacana de San Nicolás de Hidalgo. Michoacán byl jedním z center války za nezávislost, pocházel odsud císař Agustín de Iturbide. Prudké boje zde probíhaly za mexické revoluce, kdy region ovládal Francisco Madero. Jako guvernér Michoacánu začal svoji politickou kariéru také prezident Lázaro Cárdenas del Río, na jehož počest bylo v roce 1970 významné přístavní město Los Llanitos přejmenováno na Lázaro Cárdenas.
Územím státu prochází horské pásmo Sierra Madre del Sur, ve zdejších lesích přezimuje monarcha stěhovavý (biosférická rezervace monarchy stěhovavého je chráněna UNESCEM). Vulkanická činnost je dosud živá, o čemž svědčí vznik sopky Paricutín v roce 1943. Nejdůležitějšími řekami jsou Lerma a Balsas, které díky své prudkosti a vysokému průtoku slouží k výrobě elektrické energie. Zemědělství Michoacánu je závislé na sezonním zavlažování, pěstuje se kukuřice, čirok, avokádo a cukrová třtina, rozvinutá je i živočišná výroba. Těží se železo a zinek. Důležitým zdrojem příjmů je turistika: město Morelia bylo pro jedinečnou architekturu zařazeno na Seznam světového dědictví, množství návštěvníků lákají tradiční bouřlivé oslavy 2. listopadu (Día de Muertos).